# Бланка Английская
Бланка (Бланш) Английская (англ. Blanche of England) (весна 1392 — 22 мая 1409) — дочь английского короля Генриха IV и его первой жены, Марии де Богун, жена Людвига III, курфюрста Пфальца. Умерла в возрасте семнадцати лет, оставив единственного сына, Рупрехта, который скончался в девятнадцать лет. С именем Бланки связана знаменитая реликвия XIV века — Корона принцессы Бланш, являвшаяся частью её приданого.

## Происхождение
Бланка родилась в Соборе в Питерборо в Нортгемптоншире и была пятым по счету из шести выживших детей будущего короля Генриха IV и его первой жены, Марии де Богун. На момент рождения Бланки её отец носил титулы граф Дерби, граф Нортгемптон и граф Херефорд, а также являлся наследником герцогства Ланкастер. Бланку назвали в честь её бабушки по отцовской линии — Бланки Ланкастерской, умершей в возрасте двадцати трёх лет. 
Мать Бланки умерла 4 июня 1394 года в Питерсборо вскоре после рождения своей последней дочери, Филиппы Английской. В 1402 году Генрих повторно вступил в брак, женившись на Жанне Наваррской, вдове герцога Бретани Жана V. Этот брак оказался бездетным.

## Замужество
После вступления на престол в 1399 году Генрих стремился заключать альянсы с европейскими правителями, чтобы упрочить свое положение. В то же время король Германии Рупрехт III, также пришедший к власти после низложения своего предшественника, искал союзников. Решено было заключить брак между старшим выжившим сыном Рупрехта, Людвигом, и старшей дочерью Генриха, Бланкой. 
Брачное соглашение было подписано 7 марта 1401 года в Лондоне, приданое невесты составило около 40,000 ноблей. Бракосочетание между двадцатичетырехлетним Людвигом и десятилетней Бланкой состоялось 6 июля 1402 года в Кёльнском соборе. Несмотря на политический характер, брак оказался счастливым. Четыре года спустя, 22 июня 1406 года Бланка родила сына, которого назвали Рупрехтом, в честь деда. 
В 1409 году, будучи беременной вторым ребенком, Бланка Английская скончалась от лихорадки в возрасте семнадцати лет. Ее похоронили в церкви Святой Марии в Нойштадт-ан-дер-Вайнштрасе. 
Единственный рожденный ею ребенок скончался в возрасте девятнадцати лет, не оставив потомства. Людвиг в 1417 году женился второй раз, на Матильде Савойской, от которой имел пятерых детей, все из которых выжили. 